# Хокко-Мару
«Хокко-Мару» (Hokko Maru) — транспортне судно, яке під час Другої світової війни брало участь в операціях японських збройних сил в архіпелазі Бісмарка.
Судно спорудили в 1918 році на верфі Short Brothers у Сандерленді на замовлення Міністерства воєнного транспорту. У 1919-му, по завершенні Першої світової війни, воно під назвою SS Castellano стало використовуватись британською компанією C. Furness.
У 1922 році судно придбала японська компанія Yamashita Kisen.
У 1941-му «Хокко-Мару» реквізували для потреб Імперського флоту Японії.
Відомо, що у серпні 1943 року судно пройшло з конвоєм № 3809 з Токійської затоки до атола Трук (центральні Каролінські острови), де знаходилась головна база японського ВМФ в Океанії.
25 листопада 1943 року «Хокко-Мару» у складі конвою SO-505 вийшло з Палау (важливий транспортний хаб на заході Каролінських островів) до Рабаула — головної передової бази в архіпелазі Бісмарка, з якої здійснювались операції на Соломонових островах та сході Нової Гвінеї. На борту «Хокко-Мару» перебувало 640 військовослужбовців.
Уранці 28 листопада в районі за 1000 км від Палау та 1300 км від Рабаула конвой атакував підводний човен Raton. Спершу він потопив судно «Юрі-Мару», а після того поцілив торпедами «Хокко-Мару». Останнє також затонуло, при цьому загинули 3 члени екіпажу та один військовослужбовець-пасажир.